# Impatiens flemingii
Impatiens flemingii är en balsaminväxtart som beskrevs av Joseph Dalton Hooker. Impatiens flemingii ingår i släktet balsaminer, och familjen balsaminväxter. Inga underarter finns listade i Catalogue of Life.